# Anaforă (lingvistică)
Termenul anaforă (cf. fr  anaphore, la  anaphora) provine din cuvântul din greaca veche ἀναφορά (anaforá), format din ἀνά (aná) „în sus” + φέρω (féro) „(eu) duc”. Inițial este folosit în retorică, în care denumește o figură de stil constând în folosirea identică a unui cuvânt sau grup de cuvinte în fruntea a cel puțin două unități sintactice sau metrice (membre ale propoziției, frazei, versului sau strofei), ex. „În Moldova au cei mici despre cei mari acest obicei, de pier fără județ, fără vină și fără samă” (Grigore Ureche). Elementul ἀνά (aná) „în sus” este motivat de scrierea în Antichitate pe suluri, referindu-se la poziția entității repetate.
În sensul din lingvistică, anafora este un fenomen sintactico-semantic ce constă în reluarea unei entități lingvistice (cuvânt, grup de cuvinte, propoziție, frază) exprimate anterior, printr-o altă entitate lingvistică, substitut al primei, ex. Am văzut un film dur; acesta m-a impresionat puternic. Entitatea reluată, numită antecedent, reprezintă o entitate extralingvistică, numită referent, iar substitutul, numit element anaforic, reprezintă la rândul său antecedentul, deci de regulă indirect referentul. Referința anaforică este un mijloc de a marca identitatea, numită coreferință, dintre ceea ce se exprimă și ceea ce a fost deja exprimat.
Anafora se opune altor două fenomene de referire. Unul este tot foric, catafora, care se deosebește de anaforă prin faptul că este o anticipare, adică referire la ceva ce urmează a fi exprimat, ex. El o știa de mult: boala lui era avansată. Celălalt este deixisul, referirea directă, în situația de comunicare, la un element din contextul extralingvistic, ex. Dă-mi-l pe acesta! spus arătând un obiect cerut.

## Natura elementelor anaforice și a antecedentelor lor
Elementele anaforice sunt în general cuvinte aparținând mai multor părți de vorbire. Unele sunt numai anaforice, altele pot fi și cataforice și/sau deictice. Cazurile lor de folosire pot fi diferite în funcție de limba dată. Antecedentele anaforicelor sunt cel mai adesea substantive, dar pot fi și alte părți de vorbire cu diverse funcții sintactice, precum și propoziții, fraze sau entități și mai mari.

### Articolele
Unul din elementele anaforice este articolul hotărât. Exemple:
ro  Am cumpărat o carte. Cartea le-a făcut o mare plăcere copiilor;
en  Police are questioning someone. The man was arrested „Poliția interoghează pe cineva. Omul a fost arestat”.
hu  Tegnap hárman kértek szállást a fogadóban. A vendégek két napig maradtak „Ieri au fost trei care au cerut găzduire la han. Clienții au stat două zile”.
Gramaticile tradiționale ale limbii române iau în seamă și alte două articole, care aduc de asemenea o determinare hotărâtă și sunt anaforice:
- articol posesiv: Cartea elevului este nouă; a profesorului este veche;
- articol demonstrativ: Cartea din dreapta este nouă, cea din stânga este veche.

### Pronumele și adjectivele pronominale
Pronumele în general sunt anaforice sau/și deictice prin natura lor, dat fiind că înlocuiesc, reprezintă alte entități.

#### Pronumele personal
Pronumele personale sunt folosite ca anaforice în stare accentuată sau neaccentuată (clitică), în funcție de limba dată și de situație.
Exemple de folosire în stare accentuată sunt:
ro  Ion știa și el adresa;
fr  En France, le général de Gaulle est un homme très célèbre ; on parle encore souvent de lui „În Franța, generalul de Gaulle este un om foarte celebru. Se mai vorbește încă deseori despre el”;
en  Father was so ill we were having to sit up with him night after night „Tata era așa de bolnav, încât trebuia să stăm cu el noapte de noapte”;
hu  Az igazgató köszöntötte a verseny nyerteseit. A díjakat is ő adta át „Directorul i-a salutat pe câștigătorii concursului. Tot el a înmânat și premiile”;
BCMS Petar je doputovao u grad. S njim je bio i Ivan „Petar a plecat la oraș. Cu el a fost și Ivan”.
Cu statut de clitice, pronumele personale anaforice se folosesc cu funcție de subiect în limbi preponderent analitice, precum franceza sau engleza, în care verbul exprimă într-o măsură insuficientă persoana:
fr  Nos filles sont étudiantes ; elles sont à Paris „Fiicele noastre sunt studente. Sunt la Paris”;
en  A young woman entered the room. She was carrying a large briefcase „În încăpere a intrat o femeie tânără. Purta o valiză mare”.
În limba franceză, pronumele personal clitic anaforic se mai folosește și pentru dublarea subiectului:
- în propoziția interogativă cu subiectul exprimat prin substantiv, în registrul de limbă elevat: Paul est-il malade ? „Paul e bolnav?”[20];
- pentru scoaterea în evidență a subiectului: Ces filles, elles croient au père Noël „Fetele astea cred în Moș Crăciun”[21].

În alte limbi, ca româna, maghiara sau BCMS, forma verbului, prin desinență sau prin întregul verb neregulat exprimă și singure subiectul, dacă acesta nu este scos în evidență:
ro  Văzând Ion cum stau lucrurile, s-a supărat;
hu  Péter bejött a szobába. Leült, és olvasni kezdte az újságot „Péter a intrat în cameră. S-a așezat și a început să citească ziarul”;
BCMS Mnogi obećavaše da će doći „Mulți au promis că vor veni”.
În limbi ca româna, franceza sau BCMS, pronumele personale clitice sunt frecvent folosite ca anaforice pentru complementul direct (CD) și cel indirect (CI) de atribuire (în română cel în cazul dativ).
Unul din cazurile lor de folosire este într-o propoziție care o urmează pe alta:
ro  Dacă o vezi pe Maria, spune-i că o aștept;
fr  – Tu aimes ce thé à la menthe ? – Oui, je le trouve très bon „– Îți place ceaiul ăsta de mentă? – Da, îl găsesc foarte bun”;
J’ai écrit à Lucie pour lui souhaiter un bon anniversaire „I-am scris lui Lucie ca să-i urez la mulți ani de ziua ei”.
BCMS Ima sat, ali ga ne nosi „Are ceas, dar nu-l poartă”;
Ujak ga zamoli da mu bude gostom „Unchiul îl rugă să-i fie oaspete”.
În română, în afară de aceasta, este frecventă folosirea anaforică obligatorie a pronumelui personal în cazul acuzativ și în cazul dativ în construcția de scoatere în evidență a CD prin aducerea acestuia la începutul propoziției, respectiv în construcția cu antepunere a CI:
Pe Ion îl știu de multă vreme;
La doi dintre ei le-am dat avizul.
În franceză există de asemenea această folosire a pronumelor personale clitice în cazul CD și al CI:
Pierre, je le vois „Pe Pierre îl văd”;
À mon père, je lui parle très peu „Cu tatăl meu vorbesc foarte puțin” (literal „Tatălui meu, eu îi…”).
În franceză mai sunt două pronume clitice anaforice, fără corespondente exacte în română, și pentru unele complemente circumstanțiale de loc:
Son enfer, elle en est revenue „Din infernul ei s-a întors”;
À Paris, j’y vais souvent „La Paris merg deseori”.
Pronumele personal clitic masculin singular având în această situație valoare neutră ca gen gramatical, este anaforic și pentru numele predicativ: – Es-tu courageux ? – Oui, je le suis „– Ești curajos? – Da, sunt”.
Asemenea pronume servesc drept anaforice și pentru propoziții. Exemple:
ro  Că el a făcut erori, o știm cu toții;
fr  – Vas-tu écrire à ta mère ? – Je suis en train de le faire „– Ai să-i scrii mamei tale? – Asta fac tocmai”.
Pronumele personal poate fi anaforic și cataforic în același timp, când, în funcție de subiect, pe lângă reluarea unei entități dinaintea sa, anticipă numele predicativ exprimat prin substantiv, care îl identifică:
fr  Mes grands-parents ? Ils étaient commerçants „Bunicii mei? Erau comercianți”;
BCMS Bez junaka se ne može, oni su gruda koja za sobom vuče usov „Fără eroi nimic nu este posibil; ei sunt bulgărele care antrenează avalanșa”.

#### Pronumele reflexiv
Pronumele reflexiv este anaforic în propoziție neutră, adică fără scoatere în evidență. În unele limbi, ca româna ori franceza, unele pronume reflexive au și sens reciproc. În altele, precum engleza sau maghiara, există și pronume reciproce cu formă aparte. Exemple:
ro  Ion se spală;
Copiii își trimit cărți;
fr  La fille s’est coiffée „Fata s-a pieptănat”;
Estelle et moi, nous nous téléphonons très régulièrement „Estelle și cu mine ne dăm telefon cu mare regularitate”;
en  They hit themselves „Se lovesc (pe ei înșiși)”;
They hit each other „Se lovesc unul pe altul”;
hu  Péter önmagát sem ismeri „Péter nu se cunoaște nici pe sine”;
A két államfő üdvözölte egymást „Cei doi șefi de stat s-au salutat”;
BCMS Pisac govori o sebi „Scriitorul vorbește depre sine”;
Dječaci su se počešljali „Băieții s-au pieptănat”.

#### Posesivele
Atât pronumele, cât și adjectivul posesiv pot fi anaforice. Exemple:
ro  Maria mi-a cerut un ceas; al său se stricase;
L-am întâlnit pe Ion; aspectul său m-a neliniștit;
fr  Votre jardin a beaucoup plus de fleurs que le nôtre „Grădina voastră are mult mai multe flori decât a noastră”;
Notre ville est connue pour son église gothique „Orașul nostru este cunoscut pentru biserica sa gotică”
en  Both climbers broke their legs „Amândoi alpiniștii și-au fracturat picioarele” (literal „… au fracturat picioarele lor”);
That isn't Harriet's coat. Hers is blue „Acela nu e paltonul lui Harriet. Al ei e albastru”
hu  Ez a bőrönd nem az enyém „Valiza asta nu e a mea”;
BCMS Mi se brinemo za svoj posao, a vi se pobrinite za svoj „Noi ne vedem de treaba noastră, iar voi vedeți-vă de a voastră”.
Maghiara este o limbă în care nu sunt adjective posesive. Acestora le corespund sufixe posesive, ex. Mari is eljött. A barátja azonban otthon maradt „A venit și Mari. Însă prietenul ei a rămas acasă.
În română, la persoana a III-a singular, pronumele personale la cazul genitiv pot fi folosite în locul posesivelor, ex. Profesorul a dat studenților săi/lui o carte.

#### Demonstrativele
În română, toate pronumele și adjectivele demonstrative pot fi anaforice pentru substantive, ex. Motoarele avionului s-au oprit brusc și acesta a luat foc, Am primit un ceas nou; cadoul ăsta mi-a făcut mare plăcere. Pentru propoziții se folosesc cu valoare neutră formele de feminin singular ale pronumelui demonstrativ de apropiere: Am primit un ceas nou; aceasta/asta mi-a făcut mare plăcere.
În franceză sunt forme aparte de pronume și de adjective demonstrative pentru substituirea substantivelor, și alte forme, cu valoare neutră, de pronume pentru substituirea propozițiilor:
Il y a deux chemins pour aller au village ; celui qui passe par la forêt est le plus court „Sunt două drumuri care duc în sat. Cel care trece prin pădure e cel mai scurt”;
J’ai une petite Peugeot. Cette voiture est très pratique „Am un Peugeot mic. Mașina asta e foarte practică”;
Il est parti ? Qui t’a dit ça ? (în registrul curent) „(El) a plecat? Cine ți-a spus asta?”;
Que votre ami se tienne tranquille : dites-lui cela de ma part (în registrul elevat) „Prietenul dumneavoastră să stea cuminte; spuneți-i aceasta din partea mea”.
În alte limbi, pronumele și adjectivele demonstrative nu se deosebesc ca formă, și nici forme speciale de pronume nu au pentru propoziții. Exemple:
en  I simply haven't got the money. This is/That's the problem „Pur și simplu nu am banii (necesari). Asta e problema”;
It was different when I was young. We didn't have TV in those days „Era altfel când eram tânăr(ă). Nu aveam televizor pe vremea aceea”;
hu  Muki kutya szereti a labdáját. Azzal akar mindig játszani „Câinele Muki își iubește mingea. Cu ea vrea să se joace mereu (literal „… Cu aceea vrea…”);
BCMS Priča se da je izbio štrajk, ali ja o tome nisam obavešten „Umblă vorba că a izbucnit o grevă, dar eu despre asta nu sunt informat”;
Ljekove nikako ne smijete prestati uzimati. U tome slučaju bilo bi uzaludno sve što smo dosad napravili „Medicamentele nicidecum să nu încetați a le lua. În acest caz ar fi zadarnic tot ce am făcut până acum”.
Demonstrativul de asemenea poate fi anaforic și cataforic în același timp, când, în funcție de subiect, anticipă numele predicativ exprimat prin substantiv:
en  I simply haven't got the money. This is / That's the problem „Pur și simplu nu am banii (necesari). Asta e problema”;
fr  Il ne faut pas uniquement intégrer. Il faut aussi désintégrer. C’est ça la vie „Nu trebuie numai să integrezi. Trebuie și să dezintegrezi. Asta e viața” (Eugen Ionescu).

#### Pronumele relative
Pronumele relative introduc o propoziție atributivă și sunt anaforice pentru un cuvânt din propoziția regentă sau pentru întreaga regentă. Exemple:
ro  Elevul căruia i-am dat nota zece este eminent;
Lucrarea ei este foarte interesantă, ceea ce înseamnă că va fi publicată;
fr  J’ai acheté un ordinateur dont je suis très satisfait „Am cumpărat un calculator de care sunt foarte mulțumit”;
Les Dufour nous ont invités à dîner dimanche, ce qui nous a fait plaisir „Familia Dufour ne-a invitat la cină duminică, ceea ce ne-a făcut plăcere”;
en  Philip is looking for his knife, which he desperately needs „Philip își caută cuțitul, de care are foarte mare nevoie”;
United won easily, which pleased their fans „United a câștigat ușor, ceea ce i-a mulțumit pe suporterii săi”;
hu  Annak a lakásában lakom, aki helyettem Londonban dolgozik „Locuiesc în apartamentul celui care lucrează în locul meu la Londra”;
Senki nem vette észre az új szoknyáját, ami nagyon idegesítette „Nimeni n-a observat fusta ei nouă, ceea ce o enerva foarte tare”;
BCMS Vi koji ste završili možete otići „Voi, care ați terminat, puteți pleca”;
Moramo smanjiti uvoz, bez čega nema reforme „Trebuie să reducem importul, altfel nu există reformă” (literal „… fără ce nu există…”).
Și pronumele relativ poate fi în același timp anaforic și cataforic, tot în funcție de subiect, pentru numele predicativ exprimat prin substantiv:
ro  Micuțul Dan, care e vecin de bloc, are 7 ani;
fr  Elle n’aimait pas les hommes qui sont des brutes „Nu-i plăceau bărbații care sunt brute”;
hu  Ez az a hely, ami a kedvencünk volt „Acesta e locul care era preferatul nostru”;
BCMS Ja sam sin roditelja koji su bili prikazivači atrakcija „Eu sunt fiul unor părinți care erau prezentatori de atracții”.

#### Pronumele și adjectivele nehotărâte
Anaforice pot fi și pronumele și adjectivele nehotărâte:
ro  Un student citește, alții scriu;
fr  Femmes, enfants, vieillards, tous étaient venus „Femei, copii, bătrâni, toți veniseră”;
en  I tried three doors, and each (one) was locked „Am încercat trei uși, și fiecare era încuiată”;
hu  Problémánk sokféle volt, de mindegyiket sikerült megoldani „Am avut multe feluri de probleme, dar am reușit s-o rezolvăm pe fiecare”;
BCMS Jedni učenici otišli su u školu, a drugi su još uvijek na igralištu „Unii elevi s-au dus la școală, dar alții tot mai sunt pe terenul de joacă”.

### Adverbele pronominale și adverbele relative
Aceste adverbe servesc de asemenea drept anaforice:
ro  Am fost la facultate și de acolo, la concert;
fr  Max finira ses études de médecine dans deux ans. Il aura alors 30 ans „Max își va termina studiile de medicină peste doi ani. Atunci va avea 30 de ani”;
en  That's the stop where we get our bus „Aceea e stația unde luăm autobuzul”;
BCMS Svi smo otišli na more. Onđe smo se dobro odmorili „Toți ne-am dus la mare. Acolo ne-am odihnit bine”;
hu  Én onnan jövök, ahova te most mész „Eu vin de acolo, unde mergi tu acum”.

### Alte elemente anaforice
Elementul anaforic și antecedentul său pot fi și aceeași parte de vorbire. Astfel:
- unele adjective pentru adjective în general, în acest exemplu pentru două adjective coordonate: ro  Criza este profundă și generală; o asemenea criză...[28];
- verb – verb:
  - anaforic cu sens lexical en  John painted this picture. He did that in Bermuda „John a pictat tabloul ăsta. A făcut-o în Bermuda”[5];
  - anaforic verb auxiliar en  I don't enjoy parties as much as my wife does „Mie nu-mi plac petrecerile atât de mult ca soției mele”[79];
- substantiv – substantiv: hu  A szomszédék a bejárat elé állították kocsijukat. A jármű még egy hét múlva is ott volt „Vecinii și-au parcat mașina înaintea intrării. Vehiculul mai era acolo și după o săptămână”[7].

În engleză, și particula to, marca infinitivului poate fi anaforică, ex. Jane got the job, although she didn't expect to „Jane a obținut postul, deși nu se aștepta”.
Într-un dialog pot exista răspunsuri anaforice date de o propoziție fragmentară: en  – Do you take milk or sugar? – Both „– Vrei lapte sau zahăr? – Amândouă”.
Unele forme de elipsă sunt și ele considerate anaforice, ex. en  Philip bought a book, Caroline [0] too „Philip a cumpărat o carte, Caroline de asemenea”.

## Rolurile anaforicelor

### Roluri pragmatice
Unul din rolurile pragmatice ale anaforicelor este de a evita repetarea antecedentelor. Acest rol îl îndeplinesc în primul rând în fraze cu propoziții coordonate, ex. Motoarele avionului s-au oprit brusc și acesta a luat foc.
Același rol îl au anaforicele și în propoziții independente care urmează propoziția care conține antecedentul, sau este ea însăși antecedentul:
ro  Am primit un ceas nou; asta mi-a făcut mare plăcere;
BCMS Svi smo otišli na more. Onđe smo se dobro odmorili „Toți ne-am dus la mare. Acolo ne-am odihnit bine”.
Prin aceasta, rolul anaforicelor trece de la nivelul frazei la cel al discursului (textului), contribuind la coerența și la coeziunea acestuia.

### Roluri sintactice
În propoziție, unele anaforice au funcții sintactice:
- subiect: Maria mi-a cerut un ceas; al său se stricase[42];
- predicat verbal en  John painted this picture. He did that in Bermuda „John a pictat tabloul ăsta. A făcut-o în Bermuda”[5];
- nume predicativ: Mașina este a mea[83];
- complement direct: Ion se spală[28];
- complement indirect: Elevul căruia i-am dat nota zece este eminent[28];
- complement circumstanțial: Am fost la facultate și de acolo, la concert[28];
- atribut: Am primit un ceas nou; cadoul ăsta mi-a făcut mare plăcere[48].

Tot în propoziție sunt anaforice cu rol sintactic care nu se analizează ca părți de propoziție. Astfel sunt articolele (ex. Cartea elevului este nouă; a profesorului este veche) sau pronumele personale care dublează diverse părți de propoziție exprimate prin substantive, ex. Pe Ion îl știu de mult.
În frază, pronumele și adverbele pronominale relative au rolul sintactic de a introduce propoziții subordonate în care au și funcții sintactice, ex. Lucrarea ei este foarte interesantă, ceea ce înseamnă că va fi publicată (subiect).